# Boala Alzheimer
Boala Alzheimer (AD), denumită și Alzheimer, este o boală neurodegenerativă cronică care începe de obicei încet și se agravează treptat în timp. Este cea mai comună formă de demență, ea fiind cauza a 60–70% din cazuri.  Cel mai frecvent simptom precoce este dificultatea de a-și aminti evenimentele recente. Pe măsură ce boala avansează, simptomele pot include probleme cu vorbirea, dezorientarea (inclusiv rătăcirea cu ușurință), schimbări de dispoziție, pierderea motivației, negestionarea îngrijirii de sine și probleme de comportament. Pe măsură ce starea unei persoane scade, se retrage adesea din familie și din societate. Treptat, funcțiile corporale se pierd, ducând în cele din urmă la moarte. Deși viteza de progresie poate varia, speranța de viață tipică după diagnostic este de trei până la nouă ani.
Cauza bolii Alzheimer este slab înțeleasă. Aproximativ 70% din risc este considerat a fi moștenit de la părinții unei persoane, cu multe gene implicate de obicei. Alți factori de risc includ un istoric de lovituri la nivelul capului, depresie și hipertensiune arterială. Procesul bolii este asociat cu plăci și încordarea neurofibrilară din creier. Un diagnostic probabil se bazează pe istoricul bolii și teste cognitive cu imagistică medicală și teste de sânge pentru a exclude alte cauze posibile. Simptomele inițiale sunt adesea confundate cu îmbătrânirea normală. Examinarea țesutului cerebral este necesară pentru un diagnostic clar. Antrenamentul cerebral și fizic și evitarea obezității pot reduce riscul de AD; cu toate acestea, dovezile care susțin aceste recomandări sunt slabe. Nu există medicamente sau suplimente care s-au dovedit a scădea riscul.
Niciun tratament nu oprește sau inversează evoluția acestuia, deși unele pot îmbunătăți temporar simptomele. Persoanele afectate se bazează din ce în ce mai mult pe alții pentru asistență, adesea punând o povară asupra îngrijitorului. Presiunile pot include elemente sociale, psihologice, fizice și economice. Programele de exercițiu pot fi benefice în ceea ce privește activitățile din viața de zi cu zi și pot îmbunătăți rezultatele. Problemele de comportament sau psihoza datorată demenței sunt deseori tratate cu antipsihotice, dar acest lucru nu este de obicei recomandat, deoarece există un beneficiu mic și un risc crescut de moarte timpurie.
În 2015, au existat aproximativ 29,8 milioane de oameni în întreaga lume cu AD. Cel mai adesea începe la persoanele de peste 65 de ani, deși 4-5% din cazuri sunt Alzheimer cu debut precoce. Aceasta afectează aproximativ 6% din persoanele de 65 de ani și mai mari. În 2015, demența a dus la aproximativ 1,9 milioane de decese. A fost descris pentru prima dată de către ulterior psihiatru și patolog german Alois Alzheimer, după 1906. În țările dezvoltate, AD este una dintre cele mai costisitoare boli financiare.

## Semne si simptome
Cursul bolii este împărțit în patru etape, cu un model progresiv de afectare cognitivă și funcțională.

### Predemență
Primele simptome sunt adesea atribuite greșit la îmbătrânire sau stres. Testele neuropsihologice detaliate pot releva dificultăți cognitive ușoare până la opt ani înainte ca o persoană să îndeplinească criteriile clinice pentru diagnosticul AD. Aceste simptome precoce pot afecta cele mai complexe activități ale vieții zilnice. Cel mai vizibil deficit este pierderea de memorie pe termen scurt, care apare ca dificultate în amintirea faptelor învățate recent și incapacitatea de a achiziționa noi informații.
Probleme subtile cu funcțiile executive ale atenției, planificării, flexibilității și gândirii abstracte sau a deficiențelor în memoria semantică (memoria semnificațiilor și relațiile conceptuale) pot fi, de asemenea, simptomatice ale etapelor timpurii ale AD. Apatia poate fi observată în acest stadiu și rămâne cel mai persistent simptom neuropsihiatric pe parcursul bolii. Simptomele depresive, iritabilitatea și conștientizarea redusă a dificultăților subtile ale memoriei sunt, de asemenea, comune. Etapa preclinică a bolii a fost, de asemenea, denumit deficit cognitiv minor (MCI). Se găsește adesea o etapă de tranziție între îmbătrânirea normală și demența. MCI se poate prezenta cu o varietate de simptome, iar atunci când pierderea de memorie este simptomul predominant, acesta este denumit „MCI amnestic” și este frecvent văzut ca un stadiu prodromal al bolii Alzheimer.

## Istoric

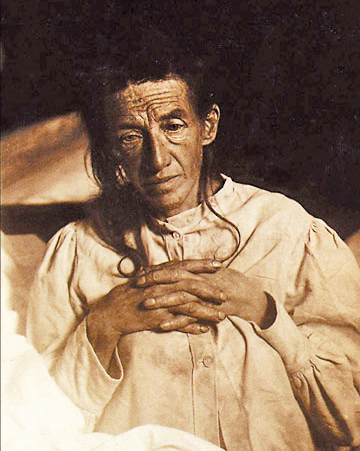
Auguste D.

La 25 noiembrie 1901, psihiatrul german Alois Alzheimer examinează pentru prima dată o pacientă, Auguste Deter în vârstă de 51 de ani, internată în "Spitalul pentru Bolnavi psihici și Epileptici" din Frankfurt pentru tulburări cognitive progresive, halucinații, idei delirante și degradare a personalității sociale. Alzheimer notează la început un diagnostic vag: "Boală a uitării" (Krankheit des Vergessens). Evoluția bolii este urmărită timp de cinci ani și, după moartea pacientei în urma unei infecții, creierul obținut în urma autopsiei este examinat cu amănunțime de Alzheimer, descoperind modificări caracteristice necunoscute până atunci. Cazul este prezentat pe 3 noiembrie 1906 la a 37-a Conferință a Psihiatrilor Germani din Sud-Vest ținută la Tübingen și publicat în revista de specialitate "Allgemeine Zeitschrift für Psychiatrie und Psychisch-Gerichtliche Medizin" (1907, vol. 64, pp. 146–48) sub titlul Eine eigenartige Erkrankung der Hirnrinde ("O îmbolnăvire particulară a scoarței creierului").

## Incidență și debut
Boala Alzheimer este cea mai frecventă formă de demență la persoanele în vârstă și reprezintă jumătate din totalitatea cazurilor de demență. Pentru țările europene se estimează că la persoanele în vârstă de 65 de ani frecvența bolii Alzheimer este de ca. 2-3%, la vârsta de 70 de ani 3%, la 75 de ani 6%, iar peste 85 de ani 25-40%. Într-un studiu recent denumit "PAQUID" efectuat în Franța, s-a constatat că 17,8% din persoanele trecute de 75 de ani sunt atinse de boala Alzheimer sau de o formă înrudită de demență. Potrivit statisticilor din România, incidența tulburărilor mintale a crescut de la 605,2 persoane la 100.000 de locuitori în 1975, la 883,3 persoane / 100.000 de locuitori în 1993, fără a avea date asupra cazurilor de demență.
În cazul unui debut precoce, înainte de vârsta de 65 de ani - ca în cazul princeps al lui Alzheimer - se folosește termenul de "demență presenilă", cazurile apărute tardiv, la persoane în vârstă de peste 70 de ani, corespund noțiunii mai vechi de "demență senilă".

## Manifestări clinice
Manifestarea cea mai caracteristică a bolii este demența cu caracter progresiv. Pierderea memoriei este de cele mai multe ori primul semn îngrijorător al bolii Alzheimer.

### Simptome cognitive
- Tulburări de memorie: dificultatea de a-și reaminti informații anterior învățate și imposibilitatea de a acumula informații noi. Primele care se pierd sunt evenimentele recente, în timp ce amintirile vechi pot fi conservate.
- Tulburări de vorbire: bolnavul nu își mai găsește cuvintele, chiar pentru noțiuni simple.
- Incapacitatea de a efectua diferite activități motorii coordonate: bolnavul "nu mai știe" cum să se îmbrace adecvat, cum se descuie ușa cu cheia etc.
- Imposibilitatea de a recunoaște, identifica și denumi obiecte uzuale.
- Tulburări ale funcțiilor de organizare a activităților zilnice, incapacitatea de a lua decizii.
- Probleme legate de gândirea abstractă, tulburări de calcul, dezorientare temporală și spațială, pierderea inițiativelor.
- False recunoașteri: la început dificultate în recunoașterea fizionimiilor cunoscute, urmată de identificări eronate, care pot provoca stări de anxietate.

Aceste simptome se caracterizează printr-un debut gradat, bolnavul dezvoltă anumite strategii pentru a-și disimula dificultățile, pentru un anumit timp își păstrează o "fațadă" înșelătoare, declinul însă se agravează progresiv.

### Simptome non-cognitive
- Agitație și agresivitate fizică sau verbală.
- Tulburări psihotice: halucinații, de obicei vizuale, idei delirante (de persecuție, de gelozie, de abandon etc.).
- Tulburări ale dispoziției afective: în principal depresie și anxietate, mai rar stări de euforie exagerată.
- Tulburări ale comportamentului alimentar: reducere sau creștere exagerată a apetitului, alimentație neîngrijită, ingerare de substanțe non-alimentare.
- Dezinhibiție sexuală: comentarii pe teme sexuale, gesturi obscene, mai rar agresivitate sexuală.
- Incontinență urinară și pentru materii fecale, satisfacerea nevoilor fiziologice în locuri neadecvate sau în prezența altor persoane.

Creier cu boala Alzheimer: Progresiunea atrofiei corticale, mai accentuată în regiunile frontală, parietală și temporală (Simulare)

## Modificări morfologice în creier (Anatomia patologică)
La examenul macroscopic (cu ochiul liber) creierul arată o reducere accentuată a volumului, datorită atrofiei scoarței cerebrale (Atrofie corticală) cu micșorarea circumvoluțiilor cerebrale (pliurile creierului), predominant în regiunile frontală, parietală și temporală, lărgirii șanțurilor dintre circumvoluțiuni, a cisternelor cerebrale și a ventriculilor cerebrali (hidrocefalie externă și internă).
Examenul histopatologic (microscopic) pune în evidență , în special prin folosirea unei tehnici speciale de colorare cu impregnare argentică, leziuni caracteristice, observate și descrise deja de Alzheimer:
- Plăcile senile vizibile printre celulele nervoase (neuroni) din creier. Plăcile senile conțin o acumulare de beta-amiloid, care este un fragment dintr-o proteină pe care organismul o produce în mod normal (proteina precursoare a amiloidului - beta-APP). În cazul unei persoane sănătoase, aceste fragmente de proteine sunt degradate și eliminate, în boala Alzheimer ele se acumulează în special la terminațiile presinaptice ale neuronilor, formând plăci insolubile și împiedicând astfel transmiterea influxului nervos de la un neuron la altul.

- Degenerescența neurofibrilară constă în formarea în interiorul neuronilor a unor fascicole dense de fibre dispuse ca niște ghemuri, constituite în principal dintr-o proteină numită tau, care în mod normal intră în alcătuirea unei structuri intracelulare denumită microtubul. Microtubulii au un rol important în transportul substanțelor cu rol nutritiv în interiorul neuronului. În boala Alzheimer, proteinele tau sunt anormale și microtubulii sunt afectați, iar neuronii nu mai pot funcționa normal.

- Degenerescență granulo-vacuolară. În citoplasma neuronilor, în special în hipocamp, apar vacuole ce conțin granule de natură încă neprecizată.

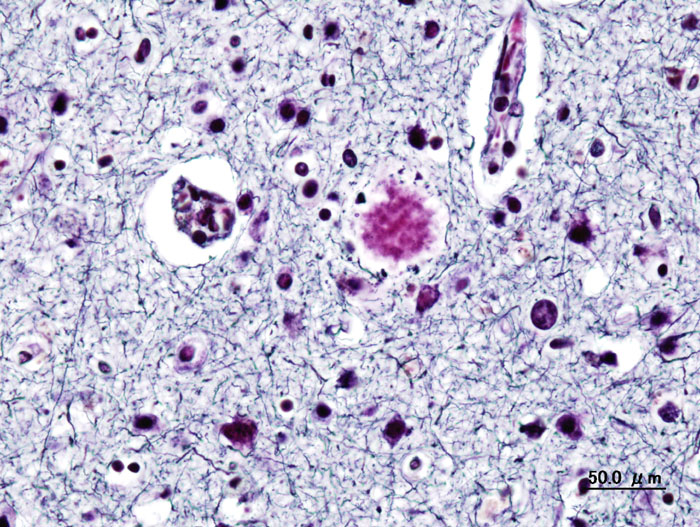
Plăci senile în scoarţa cerebrală a unui pacient cu boala Alzheimer - forma presenilă (coloraţie Bowie)
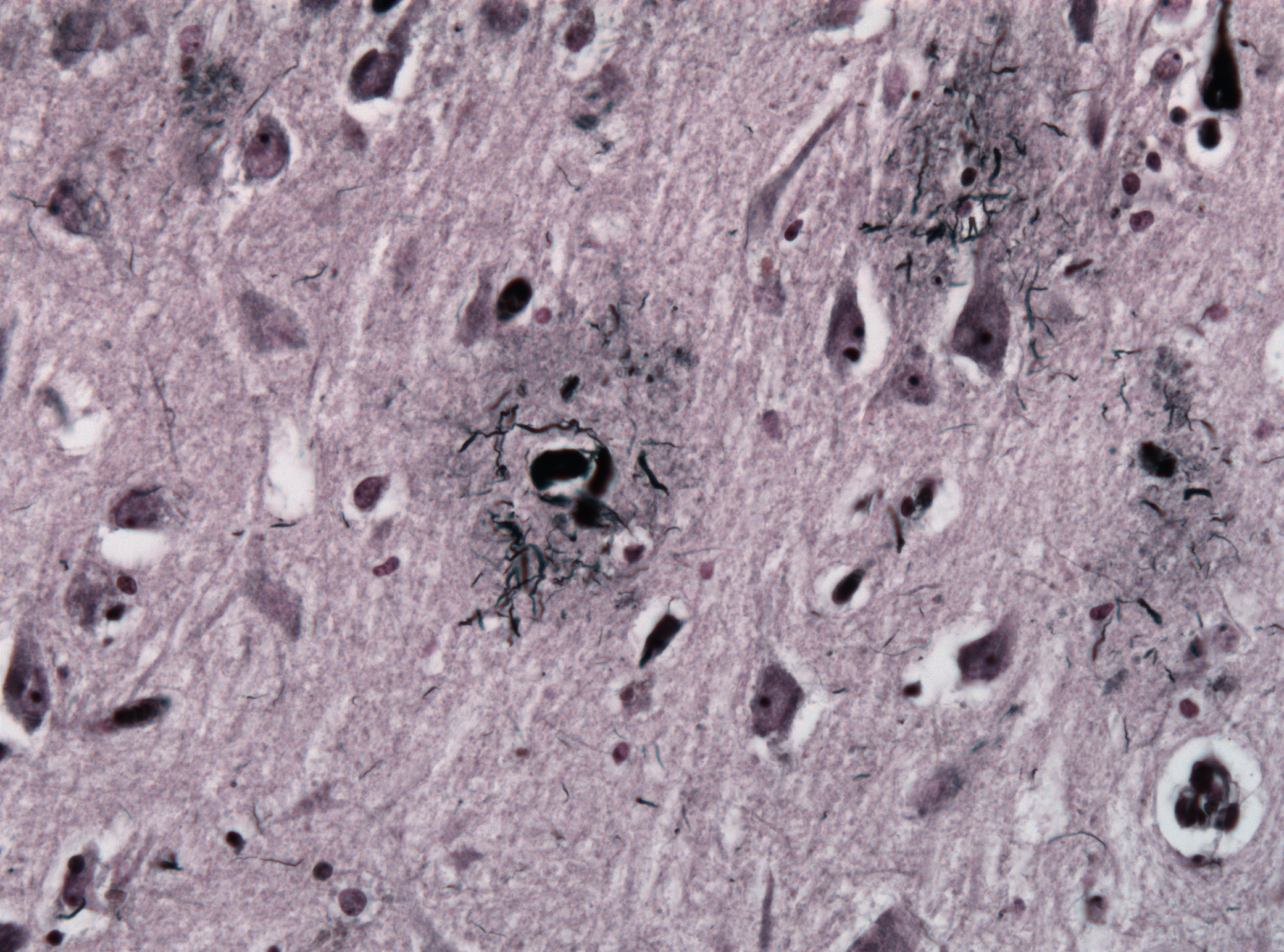
Plăci senile văzute la microscop (impregnare argentică)

Aceste modificări determină progresiv moartea unui număr din ce în ce mai mare de neuroni, în special în structurile importante pentru activitățile cognitive: scoarța frontală, hipocampul, nucleul bazal al lui Meynert ș.a., astfel încât creierul nu își mai poate îndeplini normal funcțiile.

## Cauze și mecanisme de producere (etiologieșipatogeneză)

### Etiologie
Nu se cunoaște cu siguranță cauza care provoacă boala Alzheimer, dar este posibil să existe mai multe cauze care concură la apariția bolii.
- Factori de risc

- Vârsta înaintată este factorul de risc cel mai important, dar nu există nicio dovadă că boala Alzheimer ar fi cauzată de procesul biologic de îmbătrânire.
- Factori nocivi pentru aparatul cardio-vascular: diabetul, hipertensiunea arterială, nivel crescut de colesterol, fumatul (presupunerea că nicotina ar fi protectivă împotriva bolii Alzheimer s-a dovedit nefondată)[Nicotina este una din cauzele aparitiei bolii].
- Nivel crescut de homocisteină în sânge, asociat cu un nivel scăzut de vitamină B12 și acid folic.
- Expunerea la metale ușoare (de ex. deodoranți cu aluminiu), presupunere care nu este unanim acceptată. Aluminiul, cu efecte neurotoxice, se găsește adesea în cantități mari în creierele bolnavilor decedați cu demență Alzheimer, dar nu se poate dovedi o relație cauzală.
- Traumatisme cranio-cerebrale repetate grave.
- Unele bacterii (Chlamidii) și unele virusuri (slow-virus) ar favoriza formarea de plăci senile.
- Factori genetici

- Există cazuri ereditare rare cauzate de prezența unei gene dominante în unele familii. Se apreciază că persoanele având o rudă de gradul I care suferă de boala Alzheimer se află în risc teoretic absolut de 26% până la 45%. Mutații ale presenilinei 1 (PS1) pe cromozomul 14 și ale presenilinei 2 (PS2) pe cromozomul 1 duc la o formă foarte agresivă în cazurile familiale de boală. Presenilinele au fost identificate ca părți componente esențiale în procesul proteolitic prin care se produce beta-amiloid prin fragmentarea de APP (Amiloid Precursor Protein), legată de cromozomul 21.
- Boala Alzheimer este în legătură cu cromozomii 1, 14 și 21 (trisomia 21 reprezintă cauza sindromului Down), dar este posibil să existe și alte legături cromozomiale. Genotipul ApoE ipsilon 4, legat de cromozomul 19, proteină care participă la transportul colesterolului și intervine în procesele de reparație neuronală, este considerat factor predispozant pentru cazurile sporadice de boală Alzheimer.
- Thomas Arendt și colab. de la Institutul "Paul-Flechsig für Hirnforschung" din Leipzig au constatat recent (2010) că deja în copilărie ar exista modificări în creier, care ar indica probabilitatea apariției mai târziu a bolii Alzheimer. Creierul acestor persoane conține un număr crescut de celule hiperploide (celule cu mai multe perechi de cromozomi în diverse combinații), care ar contribui la moartea celulară în creierul bolnavilor cu morbul Alzheimer.

### Patogeneză
Biologie moleculară
Există trei ipoteze majore pentru a explica mecanismul de apariție a bolii Alzheimer.
- Ipoteza colinergică. Din punct de vedere biochimic s-a constatat o tulburare a sistemului cerebral de neurotransmitere colinergică, și anume o diminuare a sintezei neurotransmițătorului acetilcolină, datorită reducerii enzimei colin-acetilază, indispensabilă acestui proces de sinteză. Acest deficit este constatat tocmai în formațiile cerebrale interesate în funcțiunile cognitive, cum ar fi nucleul bazal al lui Meynert. Pe baza acestei ipoteze s-a introdus terapia cu inhibitori ai colinesterazei (enzimă care scindează acetilcolina) pentru a se menține astfel o activitate crescută a neurotransmiterii colinergice inter-neuronale în regiunile deficitare. Primul inhibitor de colinesterază, utilizat în tratamentul simptomatic al demenței ușoare până la moderată al bolii de tip Alzheimer a fost medicamentul tacrină (cu denumirea comercială Cognex), care pare să întârzie temporar progresia bolii.[30]
- Ipoteza alterării și acumulării de proteină "tau". Ghemurile neurofibrilare patologice din interiorul neuronilor sunt constituite din agregate de proteină "tau", datorită unui proces de hiperfosforilare. Nu este însă clar dacă acest proces are un rol cauzal în apariția bolii sau este de natură secundară.
- Ipoteza acumulării de beta-amiloid. Beta-amiloidul este o peptidă ce rezultă dintr-o proteină precursoare, Amyloid-Precursor-Protein (APP), inserată pe membrana celulară. Beta-amiloidul, în formă oligomerică insolubilă, este citotoxic și alterează homeostazia ionilor de calciu, inducând astfel procesul de apoptoză (moarte celulară programată). Plăcile de beta-amiloid nu sunt distribuite uniform, ci sunt grupate în zonele legate de memorie ale lobului temporal. Este de notat că ApoE4, factorul genetic de risc major pentru apariția bolii Alzheimer familiale, favorizează producția în exces de beta-amiloid, înainte de apariția primelor simptome de boală. Blocarea producției de beta-amiloid constituie un obiectiv al cercetărilor privind o terapie patogenică a bolii.

Obiecția principală adusă ipotezei depozitării fibrilelor proteice de ß-amiloid (Aß) rezultă din faptul că nu s-a putut constata o corelație între amploarea încărcării cu "plăci" de amiloid și gravitatea demenței. Observații recente au arătat o alterare progresivă a unor sinapse în regiunile afectate primordial de boală. Rezultatele unor cercetări actuale sugerează că mecanismul apoptoic ar avea la bază pierderea legăturii dintre depozitarea de Aß și fenomenul de proteoliză a substanței "tau", proces pus în evidență încă din stadiile precoce ale bolii.

## Mijloace de investigație
Singurul diagnostic de certitudine al bolii Alzheimer îl reprezintă examenul morfopatologic post mortem al creierului, care evidențiază leziunile caracteristice ale maladiei. O anamneză amănunțită, urmată de o explorare neuropsihică corelată cu rezultatul examenelor neuroradiologice, toate împreună pot stabili diagnosticul cu o probabilitate de 85-90%. În esență, diagnosticul de boală Alzheimer este un diagnostic de excludere, la o persoană în vârstă, prezentând semnele unei demențe cu evoluție progresivă, după ce au fost eliminate alte cauze posibile.

### Examene neuro-psihologice
Este indicat ca în timpul examinării să fie prezent și un membru al familiei sau o persoană apropiată celui examinat, care poate da detalii asupra comportamentului de zi cu zi al pacientului, memoriei acestuia și asupra modificărilor de personalitate. În cazul suspectării unei demențe, este de recomandat efectuarea unui interogatoriu standardizat, cum este "Mini Mental State Examination" - MMSE (există și o versiune în limba română), care constă în întrebări relativ simple, prin care se cercetează memoria, atenția, gândirea abstractă, capacitatea de denumire a obiectelor, orientarea vizuo-spațială și alte funcții cognitive. Scorul maximal este de 30 de puncte. Deja în cazul unor performanțe sub 28 de puncte, datorită dificultății reduse a chestionarului, se poate suspecta o demență. Acest test permite și stabilirea gradului de deteriorare mintală. Se folosește și "testul ceasului": persoana examinată este solicitată să deseneze cadranul unui ceas, cu cifrele de la 1 la 12, cerându-i-se să pună orarul și minutarul la o anumită oră. Pacineții cu boala Alzheimer au dificultăți imense în efectuarea acestui test, chiar într-o fază incipientă a bolii.

### Examene de laborator
Nu există niciun examen de laborator care să indice eventualitatea unei boli Alzheimer. Testele de laborator se efectuează pentru a exclude alte cauze posibile ale unei demențe. Simptome asemănătoare pot să apară în boli însoțite de dezechilibre mineral (Sodiu, Potasiu, Calciu), boli ale ficatului, nivele anormale ale hormonilor tiroidieni, tulburări de nutriție cu deficit de acid folic sau de vitamină B12. Tratarea acestor deficiențe poate produce o încetinire sau chiar reversibilitate a declinului mintal. Prin examene de laborator se pot detecta unele cauze infecțioase ale unei demențe progresive (teste pentru sifilis, teste de detectare a "virusului imunodeficienței umane" - HIV).

### Examene neuroradiologice
- Tomografia computerizată a creierului

Acest examen poate evidenția o reducere de volum a creierului, în special a scoarței cerebrale (atrofie corticală), cu o anumită distribuție topografică. Rezultatul nu este însă specific.
- Rezonanța Magnetică Nucleară

Rezonanța magnetică nucleară are o putere de rezoluție mai mare. Se constată atrofia corticală manifestă și lărgirea spațiilor lichidiene (ventricoli și cisterne).
- Tomografia Computerizată cu Emisiune de Fotoni - SPECT

Acest examen, care evidențiază diferențele regionale de perfuzie cu sânge a creierului, poate perminte o diferențiere între o demență vasculară (demență prin multiple mini-infarcte cerebrale) și una degenerativă (de tip Alzheimer).
- Tomografia cu Emisiune de Pozitroni - PET

Prin efectuarea unei Tomografii cu Emisiune de Pozitroni (PET), folosind molecule de glucoză marcate cu Fluor-18 (izotop radioactiv), se constată o reducere a utilizării glucozei (singurul element nutritiv al creierului), un așa zis "hipometabolism al glucozei", în special în regiunile frontale și parietale, în comparație cu persoanele normale.

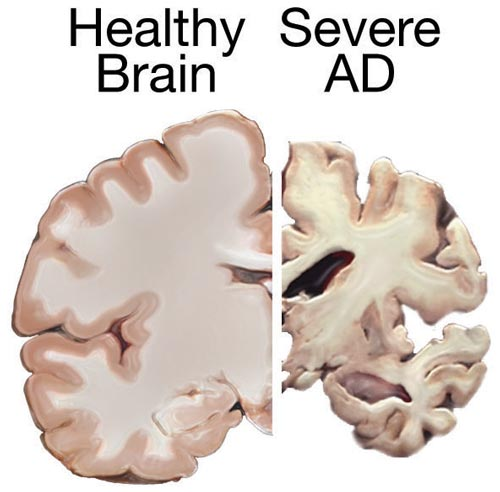
Secţiune frontală prin două creiere (Procesare computerizată a imaginii). Dreapta: Accentuată reducere de volum al creierului unui pacient cu boala Alzheimer. Stânga: Creier normal.
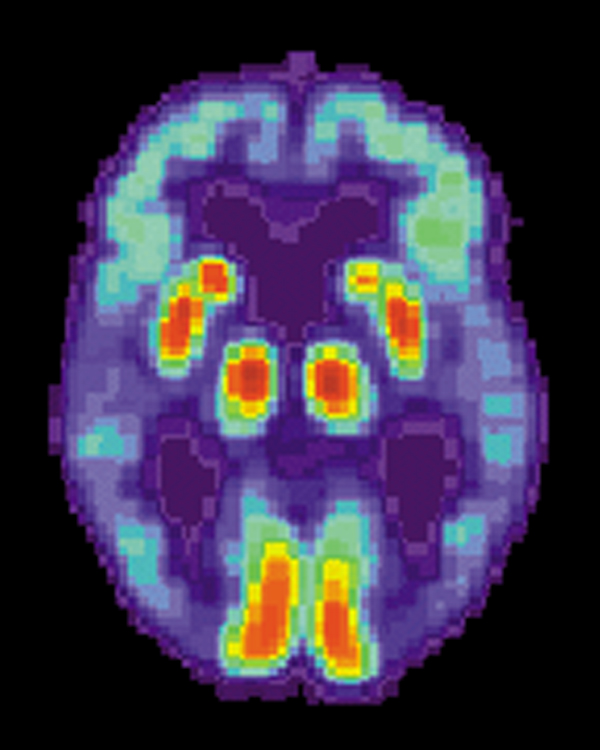
Tomografie cu Emisiune de Positroni-PET . Imagini caracteristice la un pacient cu boala Alzheimer.

## Evoluție și prognostic
Boala Alzheimer progresează în timp, dar rapiditatea agravării depinde de la o persoană la alta. Unele persoane pot avea manifestări minime până în fazele tardive ale bolii, alte persoane pierd capacitatea de a efectua activități zilnice deja într-o fază precoce a bolii. Nu există până în prezent posibilitatea unei vindecări. O persoană afectată de boala Alzheimer trăiește în medie 8 - 10 ani de la apariția primelor simptome, dacă nu intervin alte cauze intercurente de moarte.
Evoluția bolii este împărțită în mod convențional în trei faze:
Faza inițială
- pierdere a orientării
- pierderea capacității de a iniția anumite activități
- neadaptare la situații noi și nefamiliare
- reacții întârziate și capacitate de memorare încetinită
- tulburări de judecată, decizii greșite
- dificultăți în utilizarea banilor
- tulburări de dispoziție afectivă, iritabilitate, neliniște
Faza intermediară
- probleme în recunoașterea persoanelor familiare
- dificultăți la citit, scriere și calcul
- greutăți în a se îmbrăca singur
- probleme de gândire logică
- tulburări de dispoziție accentuate, ostilitate față de persoane apropiate
- pierderea orientării temporale
- suspiciuni nejustificate, idei de persecuție, gelozie, urmărire
- necesitatea unei supravegheri și îngrijiri permanente
Faza avansată (tardivă)
- pacienții nu-și mai amintesc că trebuie să se spele, să se îmbrace, să meargă la toaletă
- pierd abilitatea de a mesteca alimentele, de a înghiți, uită că au mâncat deja și pretind să li se servească din nou masa
- dificultăți în păstrarea echlibrului, dificultăți de mers
- stări confuzive, uneori cu agitație, în special noaptea
- pierderea capacității de a comunica prin cuvinte
- pierderea controlului vezicii urinare sau intestinal (incontinență pentru urină și fecale)

## Prevenire șitratament

### Mijloace de prevenire (Profilaxie)
Până în prezent nu se cunosc mijloace sigure de prevenire a demenței de tip Alzheimer. Se studiază posibilitatea ca anumite măsuri să reducă riscul de apariție a bolii sau să întârzie dezvoltarea ei.
- Se pare că menținerea unei activități intelectuale continue ar diminua riscul de îmbolnăvire, dar nu există dovezi sigure în această privință. Totuși, anumite activități ca cititul cu regularitate al unei cărți sau al ziarului și revistelor, rezolvarea rebusurilor, mersul la teatru sau concerte, participarea la diverse activități sociale sunt de recomandat persoanelor după ieșirea la pensie. Privirea îndelungată, pasivă, a emisiunilor de televiziune ar avea dimpotrivă efect dăunător.
- Se recomandă suficientă mișcare, alimentație rațională cu o cantitate ridicată de legume și fructe bogate în vitamină C în combinație cu administrarea unor doze ridicate de vitamină E (cu efect antioxidant), grăsimi cu procentaj ridicat de acizi grași nesaturați, renunțare la fumat etc.
- Anumite medicamente, cum ar fi antiinflamatoarele nesteroide (indometacina, ibuprofen, naproxen, aspirina) precum și medicamentele folosite pentru scăderea nivelului de colesterină serică (statine), ar scădea riscul de apariție al bolii Alzheimer, dar nu există încă studii răspândite care să demonstreze în mod peremptoriu aceste observații. Trebuie să se ia însă în considerație și posibilitatea efectelor adverse ale acestor preparate medicamentoase.
- Până în prezent (2006), doar menținerea presiunii arteriale la o valoare normală demonstrează - în urma unor studii efectuate după criterii științifice stricte - o semnificativă scădere (până la 50%) a riscului de îmbolnăvire (studiul SYST-EUR).

### Tratament
Deși nu există încă un tratament eficace care să vindece boala Alzheimer, o serie de mijloace trebuiesc folosite pentru a îmbunătăți calitatea vieții bolnavului și a-i menține pe cât posibil activitatea în familie și societate.
În iunie 2021, FDA a aprobat primul medicament, Aducanumab, un anticorp monoclonal uman, care are ca țintă plăcile de amiloid beta. Eficacitatea acestuia este însă discutată în cercurile științifice, deoarece diferite studii clinice oferă rezultate contradictorii.
Tratamente simptomatice
Se recomandă modificarea comportamentului și a dispoziției afective (stări de depresie) a pacienților cu medicamente psihotrope, pentru a diminua anxietatea, agresivitatea sau stările de agitație. Medicamentele cu acțiune puternică (neuroleptice, benzodiazepine cu acțiune îndelungată) sunt însă de evitat, datorită efectelor adverse sau paradoxale.
Medicamente inhibitoare ale acetilcholinesterazei
În prima fază a bolii, se recomandă medicamente inhibitoare al enzimei acetilcholinesterază. Ele inhibă degradarea acetilcholinei, neurotransmițător la nivelul sinapselor anumitor neuroni din creier (Vezi: Patogeneza). În prezent se folosesc următoarele preparate (în paranteză numele comercial):
- Clorhidratul de Donepezil (Aricept)
- Rivastigmina (Exelon)
- Galantamina (Reminyl, Nivalin, Razadyne)

Deși inhibitorii acetilcholinesterazei pot diminua temporar intensitatea simptomelor, ei nu influențează evoluția progresivă a bolii. Aceste preparate sunt foarte costisitoare și au o serie de efecte adverse nu lipsite de periclitate. 
Preparate antagoniste ale NMDA
Existența unei excitotoxicități în sistemul neuronal glutamatergic la pacienții cu boală Alzheimer a determinat introducerea unui tratament cu antagoniști ai receptorilor neuronali la NMDA (N-metil-D-aspartat), cum este Memantina (Axura, Ebixa). Rezultatele tratamentului sunt însă contradictorii.
Vaccin terapeutic
Utilizarea unui vaccin (imunoterapie activă) este preconizată pentru tratarea bolnavilor deja diagnosticați și nu în scop profilactic. S-a pornit de la ideea antrenării sistemului imunitar în a recunoaște și combate, prin stimularea producției de anticorpi specifici, depozitele de beta-amiloid având propietăți antigenice. Primele rezultate sunt promițătoare, unii bolnavi (6%) au dezvoltat însă un proces de encefalită gravă. În prezent este în curs un studiu cu un vaccin mai puțin toxic de tip Aβ.
Alte tratamente în curs de dezvoltare
-Xaliproden - în studii pe modele experimentale la șoareci reduce procesul de neurodegenerare.
-Tramiprosat (3APS sau Alzhemed) este un GAG-mimetic care menține solubilitatea beta-amiloidului pentru a preveni acumularea de plăci toxice.
-R-flurbiprofen (MPC-7869) este un modulator al enzimei gamma-secretază, induce reducerea producției de beta-amiloid toxic în favoarea unor polipeptide mai scurte.
Tratamente alternative
Sub denumirea generică farmacopeică de Antidementiva sunt încadrate o serie de preparate, extrase din plante (ex.: Extract din frunze de Ginkgo-biloba) sau produse chimice de sinteză (antagoniste ale ionului de Calciu, Piracetam, Pyritinol-hidroclorat, Nicergolin etc.). Eficiența lor nu a putut fi însă dovedită.

## Probleme sociale
Boala Alzheimer a devenit o problemă centrală de sănătate publică, în special în țările industrializate, unde durata medie de viață a crescut în mod considerabil.

### Îngrijirea pacienților cu boala Alzheimer
Majoritatea pacienților cu boala Alzheimer sunt îngrjiți la domiciliu de membrii familiei, ceea ce reprezintă adeseori o situație epuizantă atât din punct de vedere fizic cât și emoțional. Îngrijirea unei persoane bolnave poate fi însă o experiență pozitivă, în scopul de a menține capacitățile restante ale bolnavului și siguranța sa. Chiar din primele faze ale bolii este necesară instituirea unei tutele în cadrul prevederilor legale, pentru rezolvarea relațiilor de ordin oficial sau financiar.
Indicația plasării într-un cămin
Nu totdeauna este posibilă îngrijirea la domiciliu. Pe măsură ce boala progresează, se dezvoltă tulburări de comportament și apar alte probleme de sănătate care nu pot fi rezolvate acasă. Din păcate, în România nu există suficiente instituții ca număr și, în special, ca dotare tehnică și cu personal calificat, care să preia această sarcină socială în condiții optime. Și din acest punct de vedere, luarea unei decizii cu privire la internarea într-un cămin reprezintă un lucru dificil și de o deosebită responsabilitate morală.

## Personalități celebre care au suferit de boala Alzheimer
- Enid Blyton
- Emil Cioran
- Leonidas Da Silva
- Ralph Waldo Emerson
- Geraldine Fitzgerald
- Annie Girardot
- Barry Goldwater
- Rita Hayworth
- Charlton Heston
- Paul von Hindenburg
- Regina Juliana a Olandei
- Iris Murdoch
- Otto Preminger
- Ferenc Puskás
- Maurice Ravel
- Ronald Reagan
- Sugar Ray Robinson
- Jean-Jacques Servan-Schreiber
- Cyrus Vance
- Harold Wilson
- Haralamb Zincă
- Margaret Thatcher

## Epidemiologie
Conform estimărilor realizate de Alzheimer's Disease International (ADI), în anul 2010 în lume trăiau circa 35,6 milioane de oameni care suferă de o formă sau alta de demență, iar numărul lor va ajunge la 115,4 milioane, până în 2050.
În România, datele deținute de Societatea Română Alzheimer (SRA) în anul 2009 arătau că 150.000 de persoane suferă de această maladie, însă, având în vedere că o mare parte a bolnavilor nu sunt încă diagnosticați, se estimează că numărul total al acestora ar putea ajunge la 350.000.
În anul 2014, se estima că aproximativ 270.000 de români suferă de diferite forme de demență, dintre care însă numai 35.000 erau diagnosticați.